# Johann Gottwerth Müller

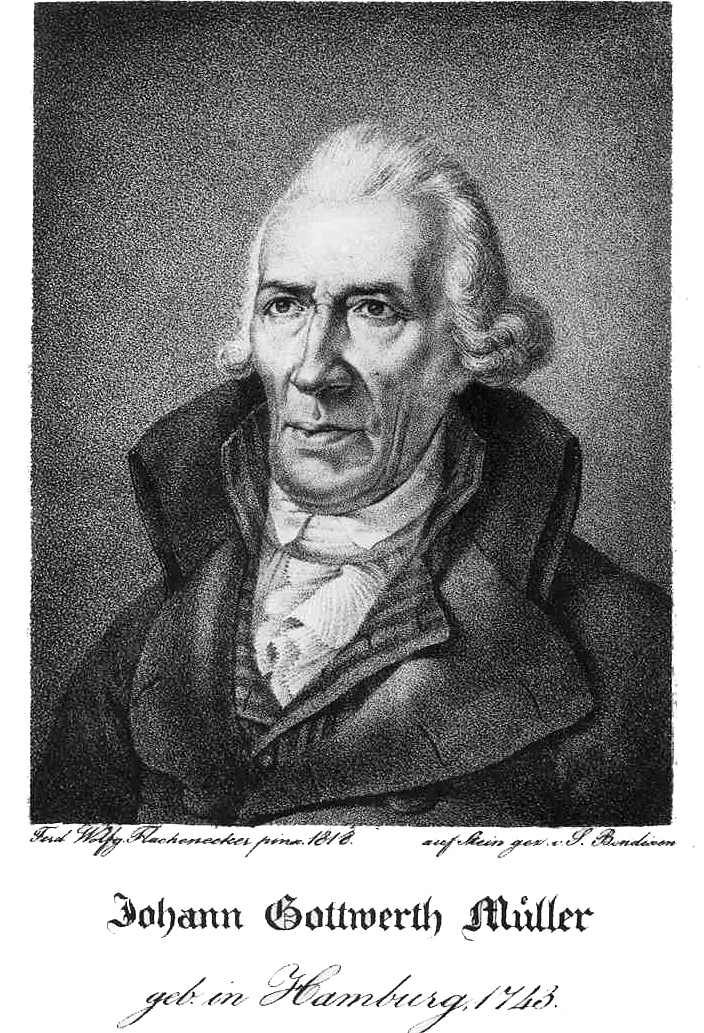
Johann Gottwerth Müller.

Johann Gottwerth Müller, född 17 maj 1743, död 23 juni 1828, var en tysk författare och bokhandlare.
Müller var nära vän till Friedrich Nicolai, och skrev i dennes nyktra upplysningsanda en rad Komische Romane (8 band, 1784–1791), med småborgerlig miljö och satiriska sidohugg mot sentimentalitet och genikult. Mest känd var Siegfried von Lindenberg (1779, svensk översättning 1802).